# Circunvalación Oeste de Albacete
La Circunvalación Oeste de Albacete es una autovía urbana que circunvala por el oeste a la ciudad española de Albacete.
Comunica las autovías A-31 (Madrid-Alicante/Valencia) y A-32 (Andalucía), atravesando la ciudad por el noroeste. Tiene 9 km de longitud. Fue puesta en servicio en 1995.